# Ciuacoatl Mons
Ciuacoatl Mons es una montaña del planeta Venus.

## Origen del nombre
Su nombre proviene de Cihuacóatl, una diosa azteca de la tierra. Su nombre es el de una diosa porque cuando fue descubierta se la consideró una corona (su antiguo nombre era “Ciuacoatl Corona”).

## Geografía
Se encuentra en 53,0° N y 150,9° E. Su diámetro es de unos 100 km.